# Paris Open 1990
Il Paris Masters 1990 è stato un torneo di tennis che si è giocato sul Sintetico indoor. È stata la 19ª edizione del Paris Masters, che fa parte della categoria Super 9 nell'ambito dell'ATP Tour 1990. Il torneo si è giocato nel Palais omnisports de Paris-Bercy di Parigi in Francia, dal 29 ottobre al 5 novembre 1990.

## Campioni

### Singolare
Stefan Edberg ha battuto in finale  Boris Becker che si è ritirato sul punteggio di 3–3.

### Doppio
Scott Davis /  David Pate hanno battuto in finale  Darren Cahill /  Mark Kratzmann per 5–7, 6–3, 6–4.